# Leichtathletik-Europameisterschaften 2010/Teilnehmer (Aserbaidschan)

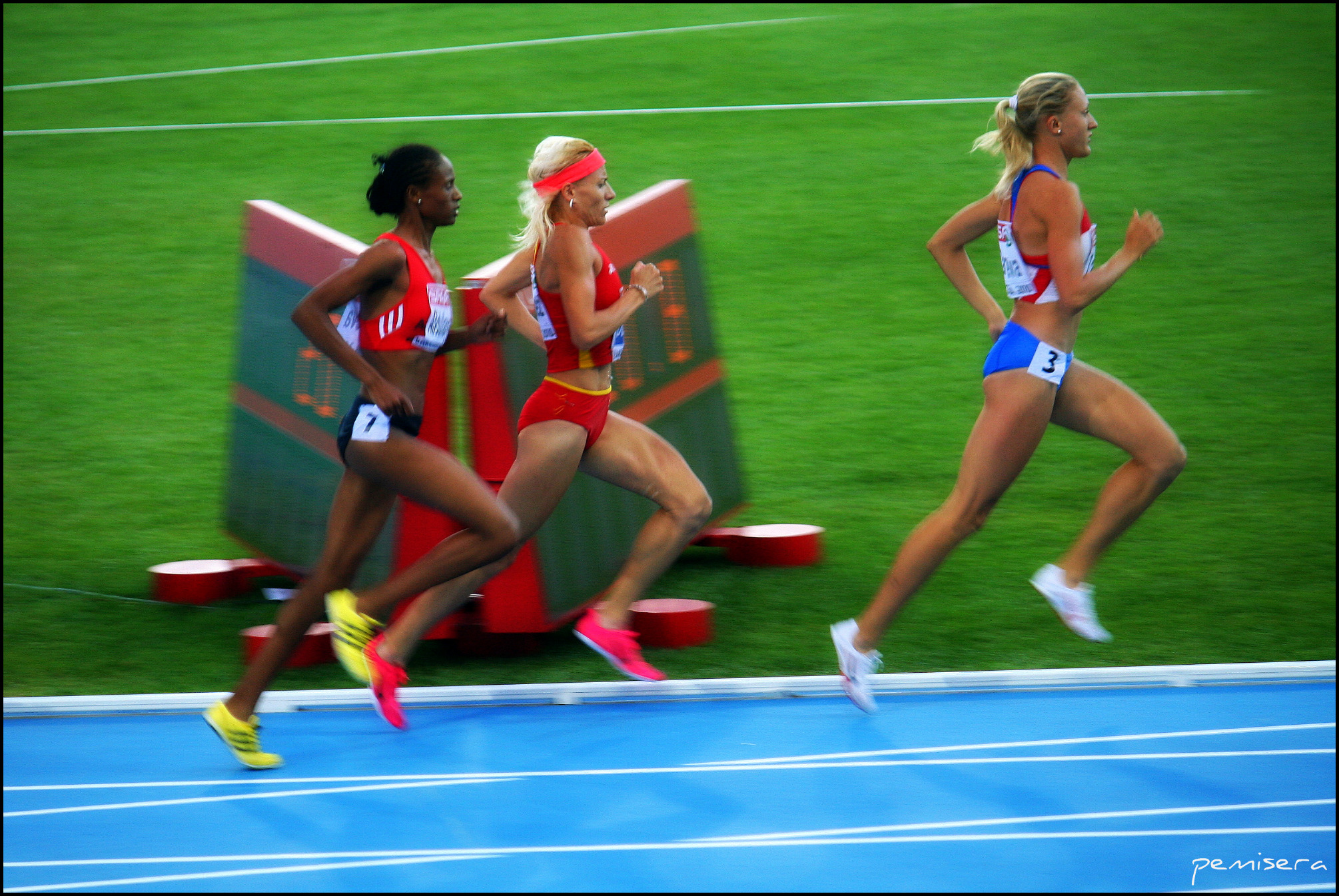
Lajes Abdulajewa läuft in 3. platz. 3000 Hindernis Final

Aserbaidschan meldete fünf Sportler für die Leichtathletik-Europameisterschaften 2010 vom 27. Juli bis zum 1. August in Barcelona.
| Wettbewerb     | Männer                           | Frauen                          |
| -------------- | -------------------------------- | ------------------------------- |
| 5000 m         | Haile Ibrahimow (Bronze)         |                                 |
| Marathon       | Tilahun Alijew (Nicht gestartet) | Gesaschign Safarowa (32. Platz) |
| 3000 Hindernis |                                  | Lajes Abdulajewa (6. Platz)     |
| Hammerwurf     | Dmitri Marschyn (Ausgeschieden)  |                                 |